# مانويل بينيتي
مانويل بينيتي (بالإيطالية: Manuel Benetti)‏ هو لاعب كرة قدم إيطالي في مركز الدفاع، ولد في 27 يناير 1981 في بلدة أرزينيانو في إيطاليا. لعب مع نادي تريفيزو ونادي ساسولو ونادي مونزا.